# Braula
Braula é um gênero de inseto da ordem Diptera da família Braulidae. Estes insetos são muito incomuns, não têm asas e são achatados, sendo quase  irreconhecíveis como um diptera.
A espécie Braula coeca é uma praga da abelhas melíferas, sendo chamado de Piolho da abelha, suas larvas fazem túneis da através dos favos cera nas colmeias e os adultos se fixam nos corpos das abelhas. Existem debate entre os especialistas se o Braula coeca realmente provoca danos significativos as abelhas. Estes insetos, podem ser encontradas em lugares onde as abelhas se reúnem como em flores ou fontes de água e minerais (salinas), esperando para agarrar hospedeiros de colmeias  não infestadas.
Um Braula adulto  tem cerca de 1,6 mm de comprimento.

## Espécies
- Braula coeca Nitzsch, 1818  é uma praga das abelhas melíferas e chamado de Piolho da abelha
- Braula kohli Schmitz, 1914
- Braula orientalis Òròsi Pál, 1939
- Braula pretoriensis Òròsi Pál, 1939
- Braula schmitzi Òròsi Pál, 1939[2]